# Керасидис, Симос
Симос Керасидис (греч.  Σίμος Κερασίδης , Инои 1918 — 15 апреля 1943) — греческий политический и профсоюзный деятель, член руководства Македонского бюро Коммунистической партии Греции.
Легендарная личность предвоенного греческого коммунистического подполья.
Участник антифашистского Сопротивления.
Принял участие в создании одной из первых организаций Сопротивления в оккупированной силами Оси Европе.
Один из первых организаторов партизанского движения в Центральной и Западной Македонии.
Убит греческими коллаборационистами в апреле 1943 года, вместе с 6 другими руководящими деятелями компартии Греции в Македонии.

## Биография
Симос Керасидис родился в 1918 году в населённом греками прибрежном городке Инои османского Понта.
В ходе Геноцида понтийских греков, семье удалось выбраться на территорию России.
В 1924 году семья выехала в Грецию и поселилась в столице Македонии, городе Фессалоники, в квартале Като Тумба, где селились такие же как они беженцы Малоазийской катастрофы.
С детства познал тяжёлый труд, не гнушался никакой работы, чтобы помочь своей многочисленной семье.
Наделённый от природы большой физической силой, Керасидис с подросткового возраста увлекался спортом.
Он с успехом испробовал себя во многих видах спорта: тренировался в беге в самом старом спортивном клубе Салоник, «Ираклис», а также в прыжках с шестом.
Наконец Керасидис нашёл себя в греко-римской борьбе, поскольку обладал большой силой.
Он выиграл множество медалей в этом виде спорта, наполняя радостью и гордостью свою семью обездоленных беженцев Понта.
Его увлечение спортом не помешало ему включиться в общественную жизнь и классовую борьбу.
В возрасте всего лишь 16-17 лет он вступил в Организацию Коммунистической Молодёжи Греции (ΟΚΝΕ), где стал видным её деятелем.
Чуть позже он стал членом компартии Греции.
Уже в 1935 году он был вынужден уйти в подполье, пытаясь из подполья организовать борьбу рабочей молодёжи Салоник и региона Центральная Македония.
С началом диктатуры генерала Метаксаса, в 1936 году он был арестован охранкой и, вместе с другими коммунистами, был сослан на остров Агиос Эвстратиос.
После 6 месяцев пребывания на острове, он был «освобождён», в силу своего «молодого возраста» (18 лет).
Но Керасидис «не успокоился». Он вновь ушёл в подполье.
В 1938 году он вновь был арестован, но бежал.
В 1939 году партия послала его в Восточную Македонию, где он развил подпольную деятельность по восстановлению разгромленных партийных организаций региона и обеспечение их защиты от ударов репрессивных органов диктатуры.
Он оставался здесь в качестве секретаря ΟΚΝΕ Восточной Македонии и члена Македонского бюро компартии Греции.
В отличие от других регионов Греции, Македонское бюро сумело выйти из периода диктатуры с почти не затронутыми гонениями диктаторского режима организациями.
В августе 1939 года Керасидис был опознан агентами охранки на железнодорожном вокзале города Драма.
Используя борцовские приёмы, Керасидис отбросил трёх агентов и бежал. В последовавшем преследовании по улицам города, агенты охранки и полицейские кричали «держите вора», в то время как Керасидис выкрикивал прохожим «я коммунист».
В конечном итоге, на одной из площадей, полицейским удалось нейтрализовать его и отвести в тюрьму.
Последовали пытки Керасидиса, с тем чтобы он выдал своих товарищей. В результате пыток Керасидис многие месяцы не мог встать на ступни.
Однако Керасидис не промолвил и слова.
Его выносливость к пыткам стала легендой и символом сопротивления для молодых коммунистов.
Министр внутренних дел, Маниадакис, находившийся в тот момент в соседнем городе Кавала, изменил свою программу и прибыл в Драму с единственной целью увидеть Керасидиса.
Керасидис не мог стоять. Его подняли, придерживая под мышки, двое полицейских
Керасидис всеми своими оставшимися силами оттолкнул полицейских и сумел боднуть головой министра, который свалился на землю.
Последовали новые пытки.
Через месяц пребывания в изоляции, Керасидис известил партийную организацию, что намерен бежать. План побега разработал он сам.
Пробив отверстие в потолке перочинным ножом, он выбрался на крышу тюрьмы, и, по столбу электропередачи, спустился на землю. Здесь его ждал таксист, член партии.
Создав своим бегством проблемы охране тюрьмы, Керасидис добрался в Салоники продолжая свою подпольную деятельность в Македонском бюро партии и в ΟΚΝΕ.
Он приложил много усилий и личного физического труда, находя также в силу необходимости и технические решения, для создания тайной подпольной типографии в селе Мирини нома Серре.
Типография действовала вплоть до первых месяцев оккупации региона немецкими и болгарскими войсками в 1941 году.

## Организация «Элефтериа»
С началом тройной, германо-итало-болгарской, оккупации Греции, Керасидис был вновь включён в Македонское бюро партии и в Военный комитет Македонии.
В начале мая 1941 года он принял участие в создании первой организации Сопротивления, под именем «Элефтериа» (Свобода). Одновременно он принял участие в создании подпольной газеты под тем же именем. Учредительный протокол организации «Элефтериа» был подписан 15 мая 1941 года. Протокол подписали:
- От Македонского бюро компартии Симос Керасидис и Апостолос Дзанис.
- От социалистической партии врач Иоаннис Пасалидис.
- От крестьянской партии юрист Афанасий Фидас
- От Демократического союза Георгий Эфтимиадис
- От офицерской группы «Меркуриос» отставной полковник Димитриос Псаррос[3].

Следует отметить, что «Элефтериа», была одной из первых организаций Сопротивления в оккупированной силами Оси Европе.
Она была создана всего месяц после вступления немцев в Салоники и за две недели до падения Крита.
Поскольку часть историков правой политической ориентации, в попытке принизить патриотизм греческих коммунистов и их роль в создании движения Сопротивления, утверждает, что их действия были вызваны в основном призывами о помощи Советского Союза к своим товарищам, историки левой ориентации подчёркивают тот факт, что «Элефтериа» была создана за месяц до нападения Германии на Советский Союз.
Керасидис, вместе с Дзанисом, приняли крайне радикальную позицию в вопросе организации Сопротивления против оккупационных сил. Как писал впоследствии Андреас Дзимас, один из руководителей компартии в тот период, а затем член генштаба Народно-освободительной армии Греции (ЭЛАС):
«… позицией Македонского бюро летом 1941 года было наше немедленное превращение в боевую диверсионную организацию, которая бы предприняла решительные действия в городах и провинции. Для них, партийная организация идентифицировалась с несколькими десятками или сотнями решительных людей, способных на всё.».
Хотя «Элефтериа» ещё не создала своей подпольной сети, она сразу поставила своей целью развёртывание партизанской войны.
Псаррос был назначен военным руководителем «Элефтерии»
Уже 20 мая члены организации «Элефтериа» во главе с Хадзитомасом Хурмузисом уничтожили на улицах Салоник с десяток немецких грузовиков и большое число бочек с топливом.
В первые 6 месяцев деятельности организации, Дзанис организовал ряд последовательных диверсий против немцев.

## Сопротивление и смерть
По инициативе греческих коммунистов был создан широкий Национально-освободительный фронт Греции (ЭАМ), который затем приступил к созданию Народно-освободительной армии Греции (ЭЛАС).
В конце 1941 года Керасидис был арестован и заключён в тюрьму в Салониках.
Ему вновь удалось бежать, вместе с коммунистами Леонидасом Стрингосом и Хараламбосом Нисиадисом.
В июле 1942 года он принял участие в подготовке бегства 18 коммунистов из туберкулёзного санатория в Петра.
Но основной его задачей стало развёртывание партизанской войны в Западной Македонии.
Будучи по происхождению грекоязычным понтийцем, среди других групп местного населения, он пытался также подключить к партизанской борьбе и население некоторых тюркоязычных понтийских сёл. Однако консервативное руководство этих сёл избегало союза с коммунистами и заявляло что будет вести борьбу только против болгар.
Керасидис отвечал им что ЭАМ не ведёт выборочную борьбу — Фронт сражается и против немецких, и против итальянских, и против болгарских оккупантов.
Керасидис или не располагал информацией или недооценил тот факт, что старейшины этих сёл находились в контакте с правительством квислингов в Афинах.
В дальнейшем эти группы стали сотрудничать как с немцами так и с болгарами.
Непрерывные бегства Керасидиса из тюрем дали ему чрезмерную уверенность в своих способностях.
Он верил, что выйдет из любого трудного положения, что делало его относительно неосторожным и несоблюдавшим меры конспирации.
Нонтас Саккелариу писал «и в Западной Македонии начали появляться партизанские группы. Ими руководил Симос Керасидис — сапожник, сильный руками, коренастый. Он бежал несколько раз из охранки. Я много раз советовал ему соблюдать меры предосторожности, на что он отвечал: у меня есть мои руки, я не боюсь.
Это было причиной его ареста коллаборационистами организации ПАО в Имера Козани, вместе с другими товарищами. и его убийства весной 1943 года».
В начале апреля 1943 года, Керасидис с группой своих товарищей совершил переход из Козани через тюркоязычные сёла Инои и Имера, которые на тот момент ещё не были вооружены коллаборационистами. Целью группы Керасидиса было переправиться через реку Алиакмон и через Велвендо добраться до Пиерийских гор.
10 апреля, у села Имера они были остановлены группой вооружённых жителей.
Из 10 человек группы Керасидиса, 8 были вооружены, но Керасидис не стал ввязываться в бой, сохраняя свои иллюзии что жители тоже греки, которые могут примкнуть к Сопротивлению.
Однако Керасидис и его товарищи были отведены к вершине Заркадопетра у села Скафи. По получении указания Хрисохоу, местного наместника правительства квислингов и действительного руководителя ультраправой организации ПАО и её ветви ΥΒΕ-ΕΚΑ, 15 апреля, после пыток, 7 человек из группы Керасидиса и он сам были убиты.
Это конкретное преступление привело отношения ЭАМ-ЭЛАС с группами ΥΒΕ-ΕΚΑ тюркоязычных понтийцев к полному разрыву и сделало невозможным любой компромисс в будущем.
Это было групповое убийство, которое компартия Греции не простило никогда.
В особенности в том что касается Керасидиса, ЭАМ поклялся через свою подпольную прессу, что расплатиться «страшной местью» и «возьмёт кровь назад».

## Память
Тела погибших коммунистов были брошены их палачами в неизвестном месте.
Лишь через 45 лет, в сентябре 1988 года, усилиями партийной организации нома Козани, их останки обвязанные колючей проволокой были найдены в горах.
Кости товарищей Керасидиса (Хрисафопулоса), Лазароса Зисиадиса (Терповски), Георгия Мендзаса, Панайотиса Тасиу (Триандафиллу), Василиса Терзопулоса, Никоса Куцаандониса и Михалиса Гулараса (Бинукаса), были захоронены у памятника партизанам ЭЛАС погибшим в бою при Фардикамбо. Мемориальная плита установленная в честь 7 замученных коммунистов впоследствии была разрушена неизвестными, но была восстановлена.